# Husby Station (Slesvig)
 For alternative betydninger, se Husby Station. (Se også artikler, som begynder med Husby Station)
Husby Station (tysk: Bahnhof Husby) er en tysk jernbanestation i landsbyen Husby i delstaten Slesvig-Holsten i det nordlige Tyskland. Stationen ligger på jernbanestrækningen Kiel–Flensborg og åbnede i 1881 .